# Hergen Sander
Hergen Sander (* 22. April 1943 in Wattenscheid) ist ein deutscher Jurist. Er war Professor an der Fachhochschule für Finanzen Nordrhein-Westfalen.

## Leben
Sander hat nach dem Besuch der Richard-Wagner-Schule in Wattenscheid (1949 bis 1954) und des mathematisch-naturwissenschaftlichen Gymnasiums in Wattenscheid (1954 bis 1962) seine juristische Ausbildung mit dem Studium der Rechtswissenschaften an der Universität Hamburg und dem anschließenden Referendariat absolviert. Während seines Studiums schloss er sich dem Corps Irminsul an.
Nach anwaltlicher Tätigkeit und Promotion zum Dr. jur. an der Universität Münster im Jahre 1976 wurde er als Hochschullehrer an die Fachhochschule für Finanzen Nordrhein-Westfalen berufen und beschäftigte sich dort insbesondere mit Rechts- und Volkswirtschaftsfragen.